# Chiesa di Santa Maria in Grottapinta
La chiesa di Santa Maria in Grottapinta è una chiesa sconsacrata di Roma, nel rione Parione, che si affaccia sulla piazza omonima. Fu edificata sulle fondazioni del corridoio interno del teatro di Pompeo.

## Storia
Non si conosce il tempo preciso in cui venne costruita. In età medioevale era chiamata erroneamente San Salvatore in Arco, in riferimento al vicino arco che mette in comunicazione il sagrato su cui sorge la chiesa con la piazza del Biscione; Armellini ipotizza che quest'arco, in passato affrescato, poté dare l'idea di una grotta dipinta (secondo l'abitudine di denominare "grotte" le rovine di epoca romana), da cui l'attuale nome della chiesa e della piazza.
Un'altra tradizione invece vuole che il nome della chiesa derivi da un'immagine della Madonna che vi si venerava, la quale fu trovata in una cavità pietrosa, probabilmente un'ala del teatro.
Quello che di certo si può asserire è che la chiesa dovette esistere prima ancora del 1186, anno in cui, il 14 febbraio, con una bolla di papa Urbano III, fu affiliata alla basilica di San Lorenzo. La parrocchia fu oggetto di numerosi cambiamenti stilistici che ne stravolsero l'originario impianto romanico: i più importanti furono quelli del 1599 promossi dagli Orsini, e da qui la denominazione di Cappella Orsini, e successivamente del 1725, quando l'altar maggiore fu riconsacrato insieme ai due nuovi altari laterali dedicati a San Giovanni Battista e al Santissimo Crocifisso.
Scrive Armellini che nella chiesa:
(Armellini, op. cit., p. 383.)
Quando l'Istituto Tata Giovanni si trasferì nel 1926, la chiesa, rimasta abbandonata, fu sconsacrata e ridotta a magazzino. Attualmente la chiesa è adibita a spazio espositivo e per conferenze.

## Descrizione
La piccola facciata ottocentesca è divisa in due ordini da un cornicione. Sia nella fascia inferiore che in quella superiore si trovano delle lesene con capitelli ionici. Al centro della parte superiore vi è una finestra a lunetta. A destra della facciata si trova il piccolo campaniletto a vela. L'interno è stato diviso in due sale sovrapposte di ugual grandezza. Nella sala superiore si possono ancora notare la possente volta a botte e le parti superiori dei pilastri che la sorreggevano.